# Patrice Abeille
Patrice Abeille (Annecy, 9 maart 1954 – Sainte-Reine, 20 juli 2013), was een Frans-Savoyaards politicus. Bij de Ligue Savoisienne was hij van 18 februari 1996 tot en met 20 juli 2013 politiek leider. Hij was van 1998 tot en met 2004 regionaal raadslid van Rhône-Alpes en van 2008 tot en met 2013 gemeenteraadslid van Sainte-Reine. Als politiek leider van de Ligue Savoisienne vertegenwoordigde hij het separatistische gedachtegoed voor de onafhankelijkheid van Savoye.

## Biografie
Abeille is een zoon van ouders die werkzaam waren als tandartsen. Via zijn moeders' kant is hij van Savoyse afkomst, hetgeen de politicus zich in 1996 deed verbinden aan de Ligue Savoisienne, een separatistische politieke partij die op een legale en vreedzame manier een onafhankelijke staat Savoye wil stichten.
In 2007 was hij de kandidaat van zijn partij bij de Franse parlementsverkiezingen. In samenwerking met de andere Franse separatistische partijen behaalde hij één zetel. Na overleg nam Abeille geen plaats op deze zetel.